# KASE
Pour les articles homonymes, voir Kase (homonymie).
Le KASE est le principal indice boursier de la bourse du Kazakhstan, et se compose des 7 principales capitalisations boursières du pays.

## Composition
Au 10 août 2011, l'indice  se composait des titres suivants:
| Symbole    | Société                            | Poids indiciel | Secteur            |
| ---------- | ---------------------------------- | -------------- | ------------------ |
| CCBN KZ    | Bank CenterCredit                  | 13.32 %        | Finance            |
| GB_ENRC KZ | Eurasian Natural Resources         | 14.61 %        | Matériaux          |
| HSBK KZ    | Halyk Savings Bank of Kazakhstan   | 13.79 %        | Finance            |
| GB_KZMS KZ | Kazakhmys                          | 13.96 %        | Matériaux          |
| KZTK KZ    | Kazakhtelecom                      | 15.36 %        | Télécommunications |
| KKGB KZ    | Kazkommertsbank                    | 12.59 %        | Finance            |
| RDGZ KZ    | KazMunaiGas Exploration Production | 16.36 %        | Énergie            |